# Faz um Milagre em Mim
"Faz um Milagre em Mim" é uma canção do cantor religioso Regis Danese. A música rendeu diversas premiações e um disco de diamante triplo do álbum Compromisso. Em 2009 a canção atingiu recorde de execuções, tornando-se um hit popular em todo país, fazendo sucesso entre todas as classes sociais, religiões, programas de TV, e inclusive no âmbito da música secular, com regravações de vários grupos musicais ou artistas, entre eles o grupo de pagode Pique Novo, o cantor sertanejo Gusttavo Lima e o funkeiro MC Marcinho.
A canção se transformou em um standard tanto na música evangélica quanto na música católica.

## Premiações
| Premiação                | Categoria                     | Resultado | ref   |
| ------------------------ | ----------------------------- | --------- | ----- |
| Troféu Talento           | Música do ano                 | Venceu    | [ 2 ] |
| Troféu Imprensa          | Melhor música                 | Indicado  | [ 3 ] |
| Prêmio de Música Digital | Música mais vendida religiosa | Venceu    | [ 4 ] |